# トラジャ族

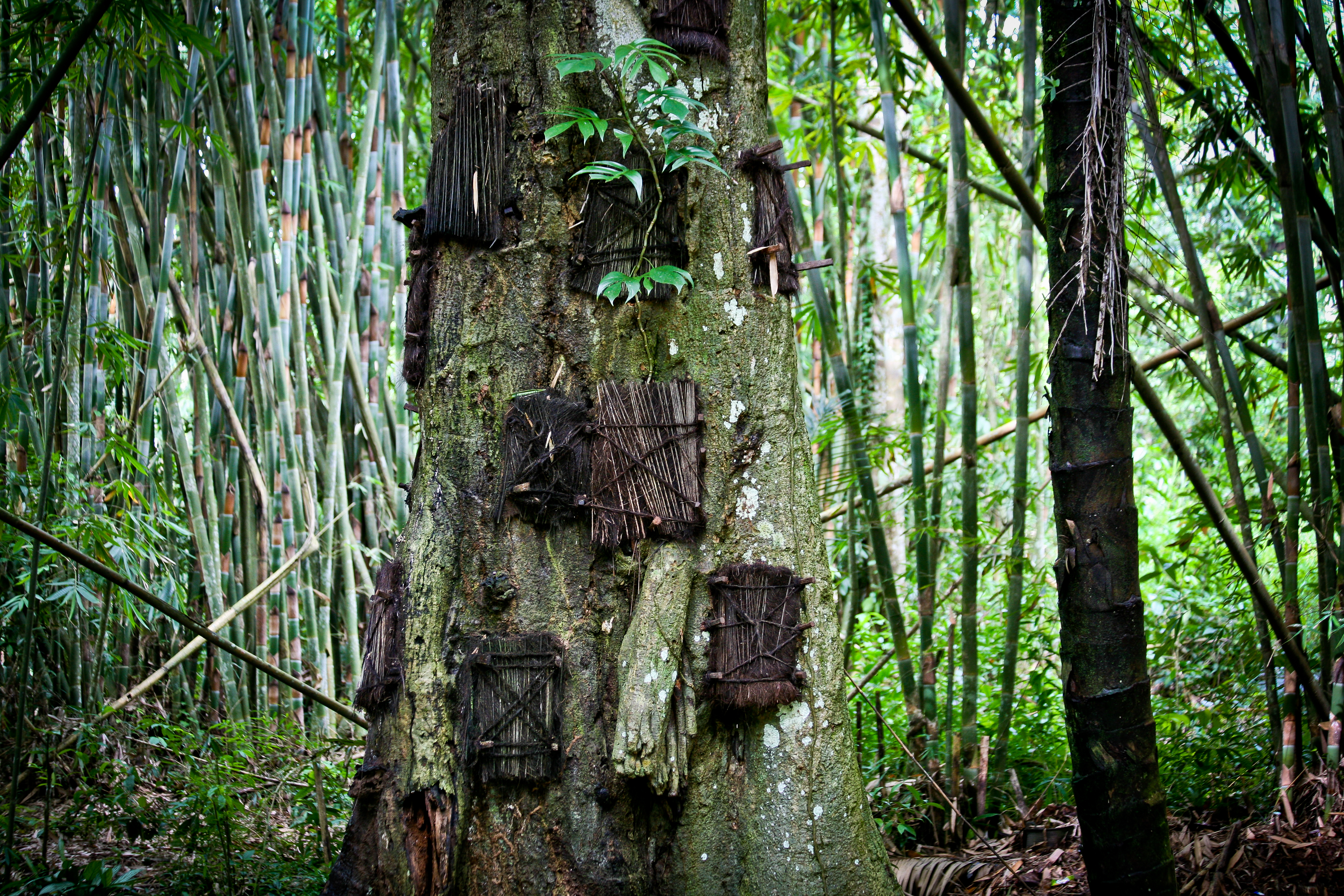
トラジャ族の乳児のための墓

トラジャ族（トラジャぞく、Toraja）は、インドネシアのスラウェシ島にある南スラウェシ州および西スラウェシ州の山間地帯に住むマレー系の先住少数民族。総人口約65万人のうち約45万人はタナ・トラジャ(en)県(en)（「トラジャの地」の意）に居住している。トラジャ族のほとんどはキリスト教を信奉し、イスラム教と「アルク」（aluk‐「道（the way）」の意）と呼ばれる土着のアニミズムが続く。インドネシア政府は、このアニミズム信仰をアルクトドロ教（Aluk To Dolo‐「祖法‐Way of the Ancestors」の意）と定義している。彼らは、その特徴的な家屋や壮大な死葬儀式だけでなく、コーヒーのブランドにも使われる民族名からも知られている。

## 概要
トラジャ族は、スラウェシ島中央部および南部の山岳地帯に居住する、トラジャ語系統の言語を話す部族である。境界が明確な村々に分散して住み、その数は20を越えた。それぞれの村は独立しており、時に敵対し戦争を行うこともあった。
「トラジャ」という単語はブギス族の言語で「高地の人々」を意味する「ト・リアジャ」（to riaja）を元にしており、オランダ領東インド政府が1909年にこの民族を「トラジャ」と名づけたことが由来となっている。トラジャ族は、複雑で壮大な葬儀の形式や、岩の断崖へ死者を埋葬する習慣、トンコナン(tongkonan)の名で知られる、尖った巨大な屋根を備えた伝統的な家屋の様式、カラフルな木彫り細工などで知られる。彼らの葬儀は、通常規模でも数百人の参列者が出席し、数日間続く社会的に重要な行事とされている。
20世紀以前、トラジャ族は自治権を持ち、アニミズムを信奉し、外界とは隔離された村で生きていた。1900年代初頭、オランダ人宣教師がキリスト教の布教目的に村を訪れたのが、外来者との接触を持った最初の例となった。1970年代には、タナ・トラジャ県はインドネシア観光の目玉となり、村は外界へ開かれた。こうして村は、旅行の企画に組み込まれたり、文化人類学者たちの研究材料になるなど、その環境は大きく変化した。1990年代までにタナ・トラジャ県観光はピークに達し、トラジャ族の社会は激変した。アルクと呼ばれるアニミズム信仰に基づく共同社会や習慣を基盤とした農村社会から、キリスト教的共同体へと変貌し、伝統の社会構成にも変化が訪れた。

## 民族の特徴
20世紀に至る前、トラジャ族は自らが固有の民族であるという概念は持っていなかった。オランダの植民地支配とキリスト教伝播がもたらされる以前、トラジャ族は高地にある村内から出ることはほとんど無く、より広い地域を認識していなかった。高地の村々の間では儀式の共通性などが見られたが、方言の多様性や社会階層構造の違い、または儀式を執り行う際の手順の差などにおいて、他のスラウェシ島に住む高地民族とは相違点が確認された。単語としての「トラジャ」は、最初は海岸線の低地に居住する民族が高地民族を指す呼称として用いられたのが最初であり、その意味は「ト」（to）が「人」、「リアジャ」（riaja）が「高地」を指す。結果として、最初に「トラジャ」という言葉が他の「ブギス」や「マカッサル」と言ったスラウェシ島の低地に住む民族の呼び名よりも広く知れたものになった。
トラジャ族は「生」と「死」を同等かつ相対的に捉え、両者には密接な関係が存在すると考えていた。そして、豊穣や生殖には相応の「死」が必要不可欠という概念を持っていた。女性が担う「生」の代表である出産は、上界から魂を呼び込む行為とされた。相対的に男性は「死」を担い、首刈りが村に豊かさをもたらすために必要な義務のひとつと考えていた。このような死生観は、彼らの壮大な葬送の祭礼にも反映した。
オランダ人宣教師の到来によって居住地の南部からトラジャ族としての民族意識が芽生えた。これはタナ・トラジャを訪問する異邦人が増えるにつれ、民族共通のアイデンティティとして醸成されていった。この時期以降、南スラウェシ地区の少数民族は4つのグループに分類された。(i) ブギス族‐人口では多数派となる。船大工や船乗りが多い。(ii) マカッサル族‐低地に住む商人や船乗り。 (iii) マンダール族（Mandarese）‐商人や漁師。(iv) トラジャ族‐高地の米作農家。

## 歴史
人類学者のC. Cyrut博士は、北ベトナムと南中国に挟まれたトンキン湾沿岸がトラジャ族発祥の地であり、この地から移住して当初はスラウェシ島のエンレカン湾岸に住んだ海洋民族たちが、現地のマレー人と文化受容をしつつ融合したと考えている。ユネスコ事務局長を歴任した服部英二もこの説に与し、その論拠としてトンコナンの屋根形状や、古い棺が木製でも石製でも共通して船型に作られている点を挙げた。ただし、近年はキリスト教の影響から、この形式の棺は廃れている。　
17世紀から、オランダはオランダ東インド会社を隠れ蓑に、スラウェシ島を政治的に支配し、交易を始めた。しかしその後2世紀にわたって、トラジャ族が住む山地地帯は交通の難所に位置し、また耕作に適していなかったこともあって未踏のままに置かれていた。19世紀終盤になると、スラウェシ島の特にマカッサル族やブギス族にイスラム教が伝播し拡がると、これを危惧したオランダはキリスト教の布教に努め、当時まだアニミズムを信奉していた高地の住民に眼をつけた。1920年、オランダ植民地政府の援助を受けたオランダ改革派の改革派ミッショナリー・アライアンスは、布教活動を開始した。彼らは宗教のみならず、オランダの奴隷制度廃止運動や徴税制度も合わせトラジャ族への強制を開始した。サダン（Sa'dan）の区域のまわりに境界線が設定され、その地は「タナ・トラジャ」と名づけられた。この場所は、かつてのルウ王国(en)の領地でもあった。1946年、オランダ政府はここを県と定め、1957年インドネシア政府も同様にここを県とした。
初期、宣教師たちは、奴隷売買で得ていた高い利潤を享受できなくなることに反発したトラジャ族の特に貴族層から強い抵抗を受けた。これに対抗して、オランダは一部のトラジャ人を低地に強制移住させて支配力を高め、貴族層の財産を蝕むほどに高い税率を定めた。だが、最終的にオランダの圧力をもってしてもトラジャの文化は廃れることは無く、改宗した者は少なかった。
1930年代、政治的な保護の獲得やマカッサル族およびブギス族との相対的立場を有利にするためにオランダと協調しようとして、キリスト教に改宗するトラジャ人が増え始め、これを危険視した平地に住むイスラム教徒との間で紛争が起こり始めた。それでも1950年の段階でキリスト教徒となった比率は10%程度だった。インドネシア独立戦争後の1951年から1965年の期間は、イスラム原理主義に基づくスラウェシ島の独立を目指したイスラム国家独立運動(en)が島の南部で激化した。そして、彼らが起こすゲリラ活動は反発を生み、トラジャのキリスト教化に拍車がかかった。
インドネシア政府とは提携関係を結んでいたが、当局はトラジャ族の安全保障までは確約しなかった、1965年、大統領令が発布され、すべてのインドネシア国民は公認された5つの宗教のいずれかの信者になることが義務づけられた。これは、イスラム教、プロテスタント、カトリックもしくはヒンドゥー教とされ.、トラジャ伝統のアニミズムに属す固有の信仰アルク(Aluk)は非合法化された。これには抗議の声が上がり、政府はアルクを公式な宗派のひとつとする解釈を持ち出し、1969年にはアルクトドロ教（Aluk To Dolo）としてヒンドゥー教の分派のひとつと正式に定義するに至った。

## 社会
トラジャ族の社会では、三つの基本的要素がある。血縁・階級そして宗教である。

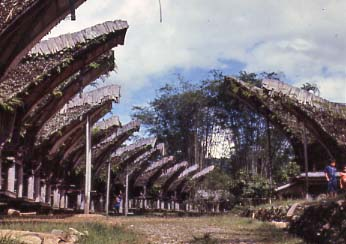
トラジャの村

### 血縁
家族は、トラジャ族の社会における準拠集団であり、政治的な単位とも見做すことが出来る。それぞれの村落はひとつの同属組織(en)であり、トンコナンと呼ばれる伝統的な形式の家屋に居住している。それぞれのトンコナンには名称がつけられ、それはそのまま村落の名前になっている。親族の首長は村落を纏める役を担う。親族関係を強めるために、遠縁（4親等以外）間の結婚は日常的に行われる。3親等以内の結婚は忌避されるが、貴族階級では財産の拡散を防ぐためにしばしば見られる。親族関係は相互主義(en)である。彼らは耕作を互いに助け合い、水牛を共有し、負債は皆で負う。
トラジャ人は父系・母系両方の家系に属する。この両系所属はインドネシアではトラジャ族だけに見られる風俗である。従って、子供は父母双方の親族に属し、財産も負債も両方から引き継ぐことになる。子供への命名は、通常亡くなった叔父や叔母など親族から受け継がれ、両親や兄弟の名が参照されることも多い。
州県制が施行される以前、トラジャ族の村はそれぞれ自治権を有していた。そして、他の村々との対立など単独では処し難い問題が生じた際には、複数の村で連合を組む場合もあった。家族間の関係は、血縁、結婚、先祖伝来の家屋を共有することで確認され合い、水牛や豚の交換で繋がりを強めた。ただし、このような関係は必ずしも政治的または文化的な活動としてだけではなく、支配階層を反映した結果としても行われた。この階層は葬儀において、ヤシ酒(en) を注ぐ役、死体や供物を包む役、席次、使われる皿の種類、供されえる肉片の種類にまで及ぶ。

### 階級

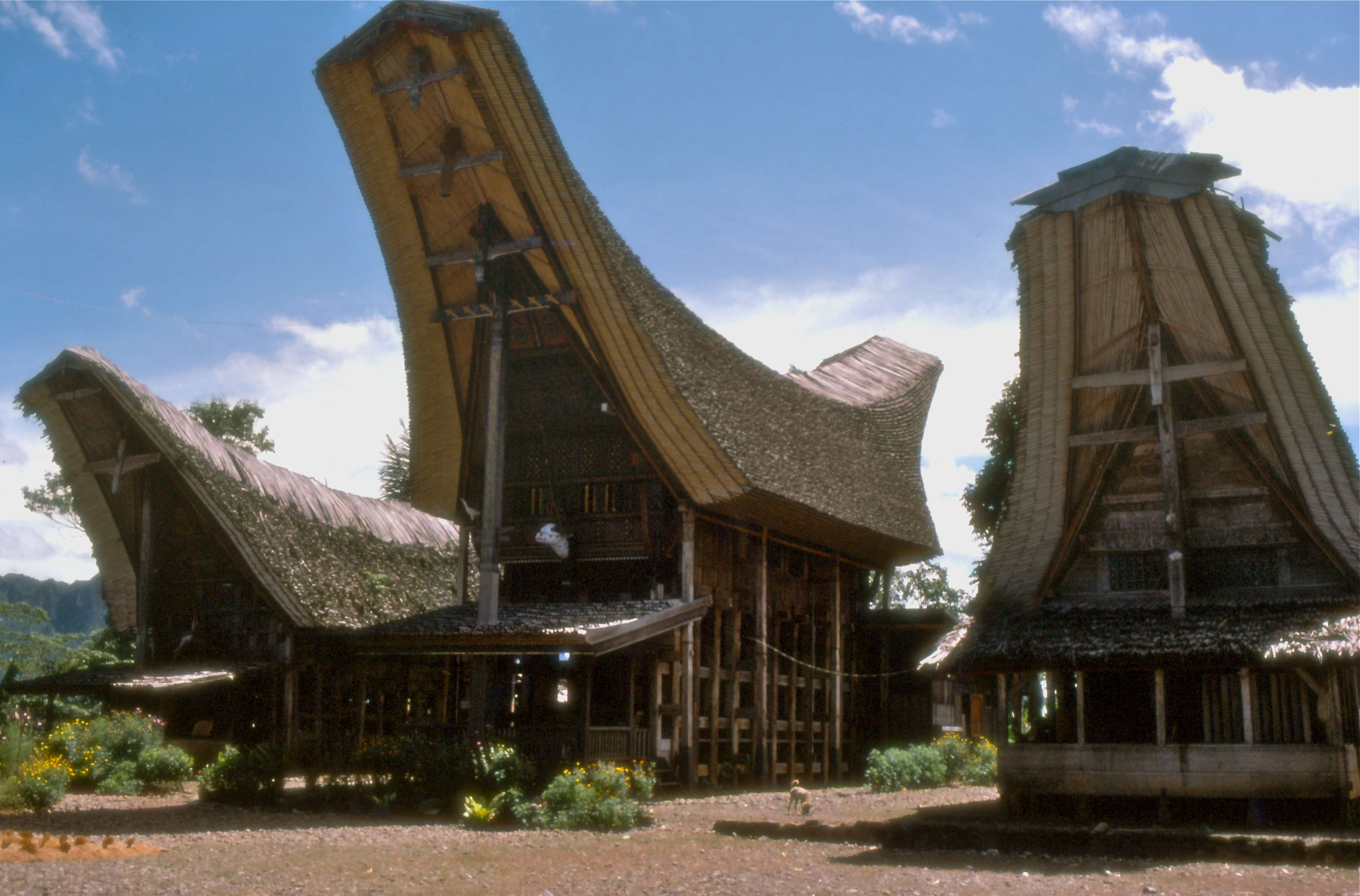
トラジャ族の伝統的家屋・トンコナン

過去のトラジャ族社会において、家族の関係は社会階級にも支配されていた。階級は3つあり、貴族、一般人、奴隷であった。このうち奴隷階級は1909年にオランダ領東インド政府が下した政令によって廃止されている。
貴族階級は、上界から降臨した始祖たちの直系子孫だと信じられており、一般人が「バヌア」（banua）と呼ばれる竹製の家に住むのに対し、貴族はトンコナンを住居としている。奴隷は、主人が住むトンコナンの周りに建てられる粗末な小屋に住んだ。トラジャ族において、奴隷は私有であった。個人の負債返済のために階級を落として奴隷となる事例もあったが、戦争の過程で得られたり、また売買を通じて取得されたりもした。奴隷は自らを買い受けて一般人となることが可能だったが、子供の階級までを変えることは出来なかった。奴隷は、金やブロンズの装身具を身につけること、住居を彫刻で装飾すること、主人と同じ皿から食事を取ること、上位階級の女性と性交渉を持つことを禁じられ、これらを破ると死刑に処された。
階級は母系のものが引き継がれたため、婚姻の際、下の階級の女性と結婚することは憚られた。逆に上流階級の女性との結婚は、次世代の階級を高めることが出来た。一般人は自由な婚姻が可能であったが、貴族はその階級を維持するために血縁内で結婚する傾向にあり、またブギス族やマカッサル族と婚姻する例も見られる。このような親族関係や階級伝達の構造はあるが、トラジャ族の中でも社会移動(en)は可能で、富や階級を変動させる結婚などは行われた。なお、富は水牛の所有頭数で決まった。このような風習があるため、貴族とされる家系の人々が一般階級に対して尊大な態度になることは今日でも見られる。一般人や奴隷は葬送の儀式を行うことは禁止されていた。

### 宗教
後にアルクトドロ教と定義されたトラジャ族固有の宗教は、多神教アニミズムに分類される「アルク」（aluk）と呼ばれ、その意味は「方法」（the way）または「法」（the law）と訳される。アルク神話では宇宙は三つの階層、上位世界の「上界」・人が生きる世界である「大地」・そして「下位世界」に分かれるとされている。最初に「上界」と「大地」が婚姻を結び、闇が生まれ、分離が生じ、そして光が創られたとされている。動物は柱で矩形に囲われた「下位世界」に住み、人間が住む「大地」の上は馬の鞍状をした「上界」が覆っている。彼らの祖先は、上界から創造神プアン・マトゥア（Puang Matua）の神託を受ける階段を下って大地に現れたとされる。
トラジャ神話には、前出の創造神以外にも多くの神々が登場する。大地の神ポン・バンガイ・ディ・ランテ（Pong Banggai di Rante）、地震を起こすとされる女神インド・オンゴン＝オンゴン（Indo' Ongon-Ongon）、死を司る神ポン・ラロンドン（Pong Lalondong）、医薬の女神インド・ベロ・トゥンバン（Indo' Belo Tumbang）などや、稲穂に宿る大地の神トティボヨンや水牛の神などである。
大地の持つ権威はト・ミナア（to minaa、「アルクの司祭」の意）と呼ばれ、その約束事や現象は「生」（具体的には農業）と「死」（葬儀）の両方に及ぶ。アルクは単純な信仰システム(en)ではなく、法律・宗教・習慣の複合とされ、社会生活・農業行事そして伝統的な儀式を規定する。その詳細は村ごとによって若干異なる可能性があるが、生と死に関する儀式が明確に分かれている点が共通の必要条件となっている。トラジャ人は、それぞれの儀式が別れていないと遺体が滅んでしまうと考えている。これら二つの儀式は非常に重要なものとされている。しかし、オランダ宣教師が布教に当たっていた時代に、規制されなかった「死」の儀式は今日も引き継がれているのに対し、「生」の儀式は催しや出席が禁止されたため廃れてしまった。

## 文化

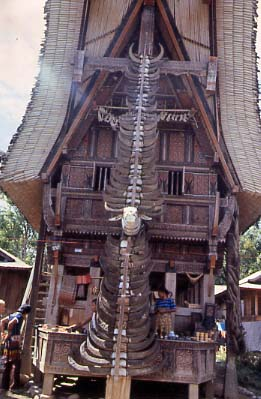
壁にカラフルな装飾が施されたトンコナン

### トンコナン
トンコナン(tongkonan)は、トラジャ族先祖伝来の形式を受け継いだ伝統的な家屋である。木杭の上に建つ高床建物で、割られた竹の層で作られた巨大な湾曲した弧状の屋根を備えている。外壁は赤（弁柄色）・黄・黒の三色で彩色された精巧な木彫り装飾で飾られている。「トンコナン」という単語はトラジャ語で「座る」という意味の動詞「トンコン」（tongkon）から派生している。
トンコナンはトラジャ族にとって社会生活の中心となる場所である。また、トンコナンに関する儀式はトラジャ族の精神活動を表現する重要な要素でもあり、これによりそこに住む過去と未来の住人と、現在の家族全員を繋ぐ象徴とされる。トラジャ神話によると、最初のトンコナンは4本の柱とインド産の布を使ったもので、上界で建てられたとされている。大地に降臨したトラジャ族の始祖は、この家を模し、儀式を執り行なったとされる。
トンコナン建設には多大な労力がかかるため、通常は血縁集団が集まった大規模なものとなる。トンコナンには3種類のタイプがある。政治機能の中心を担う最高位のtongkonan layuk、民族の慣習（アダット）行事を遂行する権限を持つ一家が住むトンコナン・ペカンブラン（tongkonan pekamberan）、そして通常の貴族が住むトンコナン・バトゥ（tongkonan batu）である。ただし、一般人階級の中でも、村を出てインドネシア社会で蓄財を果たした家族からの仕送りを受けて大きなトンコナンを建てる例が増え、その高貴さと排他性は少なくなりつつある。

### 木彫り細工
トラジャ語は音声言語であり文字を持たない。そこで、社会的または政治的などの概念を伝達する手段としてパッスラ（Pa'ssura、「記述(the writing)」の意）と呼ばれる木彫り細工がある。それゆえ、木彫りはトラジャ族の文化を顕示したものと言える。
それぞれ固有の名称を持つ木彫りだが、その主題は共通して何らかの美徳を象徴する動物や植物である。例えばカニ、オタマジャクシ、カナダモ(en)といった水草や水棲動物(en)は一般に多産を象徴するとみなされている。このような木彫りは、一つの例として正方形に彫られたパネルを並べて装飾に用いられるものが見られる。左図下にある水牛をモチーフとするパネルは富を象徴し、家族がたくさんの水牛を持てるよう願いを込めている。中央のパネルは結び目と箱をモチーフとし、物品が箱の中で安全に保管されているように家族が子孫代々幸福と調和にあふれた生活が送れることを願っている。左上と右上のパネルは水棲動物を表し、それらが水の上を進むときの様に、忍耐と勤勉の必要性と、それらが良き結果をもたらすことを説いている。
トラジャ族は、規則正しさと秩序立った構成、そして抽象的な具現と幾何学模様を自然の中に見出し、これらを共通の特徴として木彫り細工の中に反映している。これらの装飾は、民族数学(en)分野での研究が進み、トラジャ人が持つ論理数学的概念を明らかにしているが、彼ら自身はこの装飾は単純に伝統的なモチーフを模倣したものだと考えている。この細工には竹が多用されている。
| トラジャ族の意匠の例 |  |  |  |
|                      |  |  |  |
| ラスター変換         |  |  |  |

### 葬送儀式

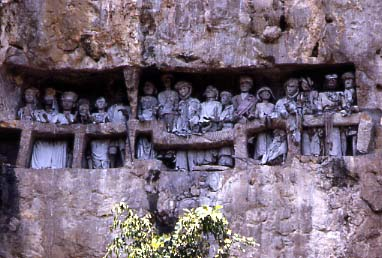
洞窟の安置所。死を象徴する木像「タウタウ」（tau tau）がテラスに置かれ、外界を遠望している。

「死ぬために生きている」とも言われるトラジャ族の社会において、葬儀は労力面も費用面からも最も贅を尽くした行事である。財力や権力を持つ者ほど、葬儀もまた盛大なものになる。アルクの宗教において、このような大規模な葬儀を行なえるのは貴族だけに限られている。
トラジャ族は、死を突然で断絶的な出来事とは考えず、プヤ（Puya）と呼ぶ魂の地（または来世とも考えられる）へ至るゆるやかな流れの一環と捉えている。肉体的な死を迎えると、死体は香油を塗られ、吸湿性を持つ生地の帯でぐるぐる巻きにされてトンコナンに安置され、ゆっくりと乾いてゆく。この殯（もがり）の間、死者の魂は村の中を一時的に彷徨っているだけであり、遺体は生前同様に家族と共に過ごす。この期間は、葬儀が終わり故人は正式に亡くなったと見なされプヤへ向かい旅立つまでの待ち時間と考えられている。そして葬儀は多くの場合収穫期に執り行われるため、殯は数ヶ月間続く場合もある。-
トンコナンでの殯が終わると、貴族の儀式では通常数千人が参列する第二次祭宴が始まり、長い期間続く。式場はランデ（rante）と呼ばれ、通常広い草原に用意される。そこには遺族によって米倉など葬儀に必要な建物が造られ、参列者を収容する場所として使われる。そして、笛の演奏、葬送の唱和、歌や詩、泣き叫ぶ行為など、トラジャ伝統の悲嘆を示す表現が行なわれる。これらは、幼い子供や貧しい者、階層の低い者の葬儀では行なわれない。弔慰金を集めて遺族が支払う費用を賄うため、葬儀は数週間、ときに数ヶ月または数年に亘って行なわれる事もある。

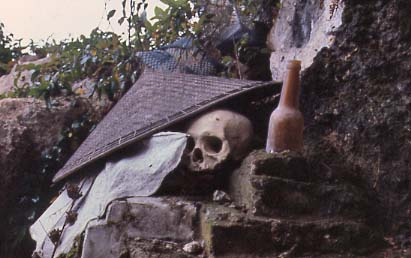
石の断崖の安置所

葬儀におけるもうひとつの重要な儀式は、水牛の屠殺である。これには、白い水牛が特に喜ばれる。その人物が持つ権力が大きければ、屠殺される頭数も増える。水牛の体と頭は式場に並べられ、「眠る場所」にいる主人（の魂）が来訪するのを待つ。トラジャの信仰では、魂がプヤへ向かうには水牛が必要で、その数が多ければより速やかに到着することができるとされている。踊りと謡いの中数十頭もの水牛と百を越える豚が山刀で屠殺され、少年たちが噴出する血を長い竹筒に受ける儀式で葬送は頂点に達する。この大量の動物の中には、参列者から贈られるものもあり、慎重に記録される。これらは通常、故人やその家族から借りた負債の返済とされるためである。
葬儀が終わると、遺体はあの世で必要なものと一緒に棺に収められる。棺が安置される場所は三種類ある。石の断崖に掘られた室、石質層の洞窟、または断崖に吊るされるかのどれかである。富める者が収められる断崖の石室は、掘り上げるまでに数ヶ月がかかり、費用もかかる。洞窟は、時に家族全員さえ安置できるほど大きなものもある。断崖にはバルコニーが設けられ、外界を向いたタウタウ（Tau Tau）と呼ばれるパラミツの木で作られた像が置かれる。赤ん坊や子供の棺は断崖や木に吊るされ、ロープが朽ちて地面に落下するまで何年もの間そのままにされる例もある。

### 舞踏・音楽
トラジャ族の舞踏は、葬儀で披露されるものが特によく知られている。それは、悲しみや死者への尊敬心、そして死せる魂を待ち受けるあの世までの長い旅路を思い鼓舞する目的もあるとされる。舞踏は、初日に「マバドン」（Ma'badong）と呼ばれる儀式から始まる。黒装束の男たちが集団で円陣を形づくり、夜を通して死者を敬う単調なテンポの歌を捧げる。これは、葬儀における最も重要な要素だとされている。二日目は一転して賑やかな舞踏が展開される。「マランディン」（Ma'randing）と呼ばれる戦士が踊り、故人の勇猛さを賞賛する。戦士たちは手に剣を携えた者、水牛の皮で作られた大きな楯をかざした者、水牛の角を生やした兜をかぶった者など様々な武装で身を飾る。彼らは、死者が米倉から第二葬儀会場であるランデまで運ばれる列を先導しながら舞う。葬儀では男以外も舞踏を見せる。年長の女性たちは、長い羽根飾りをつけた衣装を着て詩情あふれる歌を口ずさみながら、「マカティア」（Ma'katia）と呼ばれる踊りで故人の寛大さを偲び、忠誠を思い起こさせる。水牛などを屠殺する儀式の後、少年少女たちは手を叩きながらマドンダン（Ma'dondan）と呼ばれる快活な踊りを披露する。
舞踏は農業生活においても見られ、特に収穫期に歌や踊りが披露される。「マブギ」（Ma'bugi）は感謝祭の踊りであり、「マガンダンギ」（Ma'gandangi）は米を脱穀する時に踊られる。また戦いの舞踏も、男性の踊る「マニンボン」（Manimbong）と女性の踊る「マダンダン」（Ma'dandan）がある。アルクの宗教舞踏もあり、「マブア」（Ma'bua）と呼ばれている。これは12年に1度催されるトラジャ族の主要な式典で舞われ、聖職者が水牛を模した被り物を着け、神木の周りで踊る。
トラジャ族の伝統的な楽器には「パスリン」（Pa'suling）と呼ばれる竹製の笛がある。この六つの穴を持つ笛はトラジャ独自のものではないが、多くの舞踏の場で演奏される。例えば感謝を表現する踊りのひとつ「マボンデンサン」（Ma'bondensan）では、上半身裸で指の爪を伸ばした男たちの舞に伴奏として用いられる。この他にもトラジャ族には先祖伝来の楽器があり、ヤシ科植物の葉から作られる「パペッレ」（Pa'pelle）、トラジャ版口琴とも言える「パカロンビ」（Pa'karombi）などがあり、収穫祭や新築落成式などで演奏される。

## 言語
トラジャ族が用いる民族言語は、タナ・トラジャで多く用いられているサダン＝トラジャ（Sa'dan Toraja）が主流である。公用語と定められ、実際に話されている比率が最も高いのはインドネシア語だが、タナ・トラジャの小学校ではトラジャ語の授業がある。
トラジャ語とその言語変種である「カルンパン」（Kalumpang）「ママサ」（Mamasa）「タエ」（Tae'）「タロンド」（Talondo'）「トアラ」（Toala'）「トラジャ＝サダン」（Toraja-Sa'dan'）はオーストロネシア語族に含まれるマレー・ポリネシア語派に属す。トラジャ語は当初、タナ・トラジャを特徴づける自然の地形によって分離され、いくつもの方言が形作られた。植民地時代以降タナ・トラジャに公的な行政が導入されると、移住行政(en)と相いまって他言語の影響がもたらされた。これにより、トラジャ語の多様な言語学的特徴が形成された。
| カルンパン（Kalumpang）               | kli | 12,000人 (1991年)  | カラタウン（Karataun）、マブレイ（Mablei）、マンキ（Mangki）（エダ（E'da））、ボネ・ハウ（Bone Hau）（タダ（Ta'da）） |
| ママサ（Mamasa）                      | mqj | 100,000人 (1991年) | 北部ママサ（Northern Mamasa）、中央ママサ（Central Mamasa）、パッタエ（ Pattae'、南部ママサ、パッタ・ビヌアン（Patta' Binuang）、ビヌアン（Binuang）、タエ（Tae'）、ビヌアン＝パキ＝バテタンガ＝アンテアピ（Binuang-Paki-Batetanga-Anteapi）） |
| タエ（Ta'e）                          | rob | 250,000人 (1992年) | ロンコン（Rongkong）、北東ルウ（Northeast Luwu）、南部ルウ（South Luwu）、ブア（Bua） |
| タロンド（Talondo'）                  | tln | 500人 (1986年)     | |
| トアラ（Toala'）                      | tlz | 30,000人 (1983年)  | トアラ（Toala'）、パリリ（Palili'） |
| トラジャン＝サダン（Torajan-Sa'dan'） | sda | 500,000人 (1990年) | マカレ（Makale）（タッルレンバンナ（Tallulembangna））、ランテパオ（Rantepao（ケス（Kesu'）、トラジャ・バラッ（Toraja Barat（西部トラジャ（West Toraja）、マッパ＝パナ（Mappa-Pana））                                                         |
| 出典: Gordon (2005年).                |     |                    | |

トラジャ語を特徴づけるものに、悲嘆の表現がある。葬送を最も重視するトラジャ文化では、死者に対する亡失や哀悼の感情を如何に表すかが求められ、多種多様な悲しみ、あこがれ、憂鬱、痛みを述べる語彙がある。この根底には、心の内をあえて晒しカタルシスを生じさせる事で、損失がもたらす心理学的または身体的な悪影響を晴らし、精神的苦痛を軽減する効果も期待できることがある。

## 経済
スハルト大統領のオルバ（新秩序体制、Orde Baru）以前、トラジャ族の経済は山の斜面を耕作した棚田を用いた米作やキャッサバやトウモロコシ中心の農業に依存していた。また、儀礼目的や食用として水牛や豚や鶏など家畜を飼っていた。トラジャ唯一の商品作物は、日本のコーヒーメーカー向けの工場「コピ・トラジャ」（Kopi Toraja）だけだった。
1965年のオルバ体制が開始されると、インドネシア経済は発展を見せ、国外からの投資受入れに門戸を開いた。 多国籍企業が進出して石油や資源採掘などの操業を開始し、新たな雇用が創出された。トラジャの村からも若年層を中心に、カリマンタンへ伐採や石油の、ニューギニア島へ採掘の、またスラウェシ島やジャワ島の都市部へ就職のために移り住む者が増え始めた。この傾向は1985年頃まで顕著だった。
その後、1984年に始まった観光産業がトラジャ族の経済の中心に躍り出た。ガイド業やホテル業、お土産品の製造販売などへ旅行者が金を落とし、村は潤った。しかし、1990年代になりスハルト政権崩壊後の「改革(Reformasi)」が始まり、スラウェシ島でも宗教対立が勃発するようになると、トラジャの観光事業も一時的に傾斜した。

### コーヒー
トラジャでのコーヒー生産は第二次世界大戦以前から行なわれ、オランダ王室御用達に指定されるほど高い評価を受けていたが、インドネシア独立後オランダ人が去ると衰退した。この荒れた農園再興に尽力したのは、日本のキーコーヒーの当時副社長であった大木久だった。
1970年に伝説のコーヒー復活に乗り出した同社は農場開発や道路整備などを進め、1978年に「トアルコトラジャ・コーヒー」として販売を開始した。「トアルコ（TOARCO）」とは、トラジャ アラビカ コーヒー（TORAJA ARABICA COFFEE）の頭2文字ずつを取った頭字語である。トラジャの村には、開発を率いた大木久副社長の名をつけた「オオキ橋」が残っている。橋のたもとにはキーコーヒーのマークがあり、今でもトラジャ族とキーコーヒーの絆を結ぶかけ橋となっている。現在では、現地法人トアルコ・ジャヤ社(PT. Toarco Jaya)を設立し、農園と加工工場を備えてトラジャ・コーヒーを生産している。トラジャ人労働者が収穫・乾燥し、選別と豊かな湧き水を用いた洗浄を経て出荷される豆は世界中から高い評価を受けている。近年は新規に参入する企業も増えている。

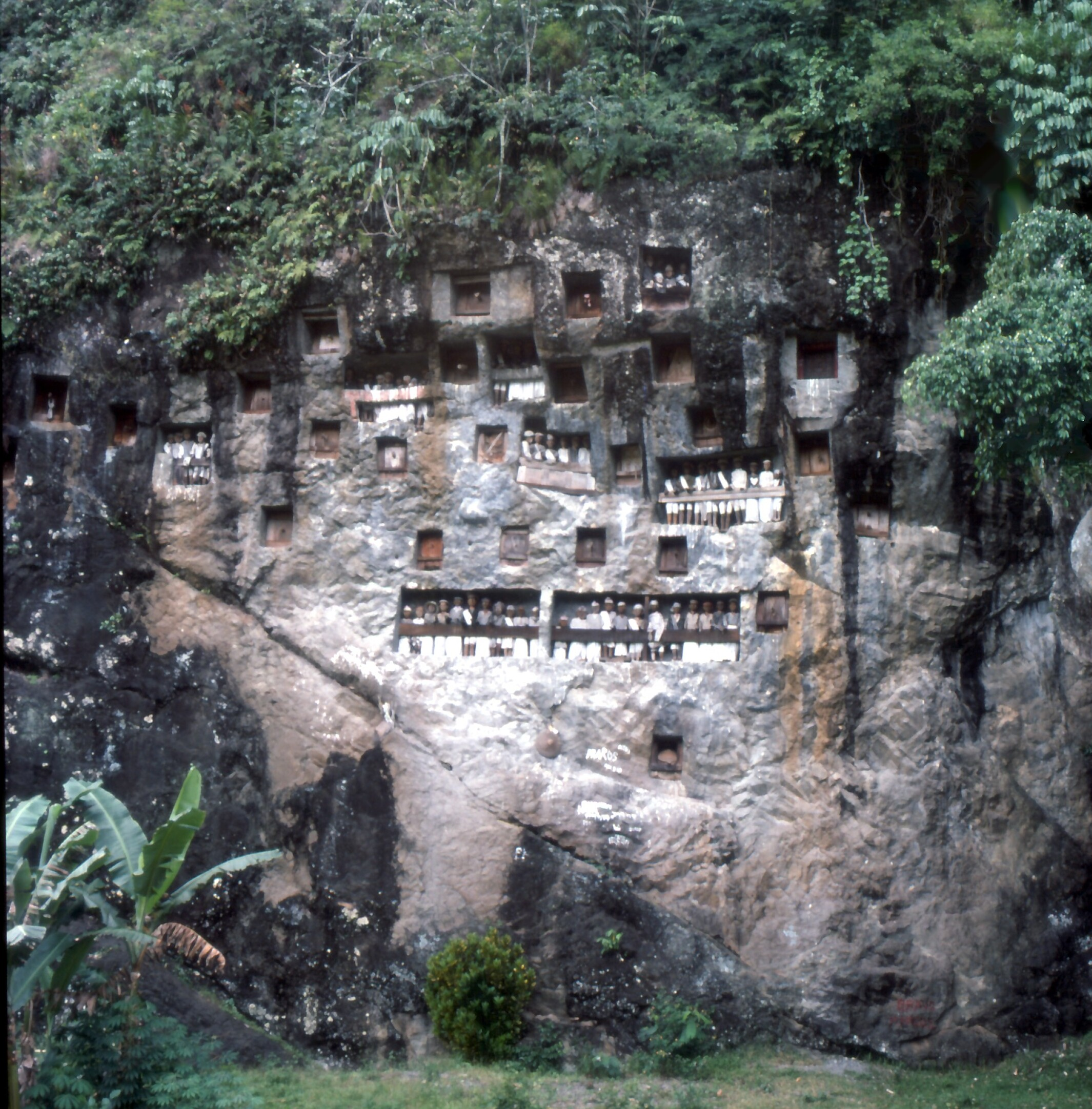
タナ・トラジャにあるトラジャ族固有の断崖絶壁に据えられた墓は、同地観光の目玉である。

### 観光業
1970年以前、西洋人旅行者にとってトラジャ族は全く未知の存在であった。しかし1971年には約50人のヨーロッパ人が同地を訪れ、1972年には少なくとも400人以上の観光客が、タナ・トラジャでも高位の貴族であり、最後の純潔なトラジャ人でもあった古豪サンガラ（Sangalla）家のプアン（Puang）の葬儀に訪れた。この儀式の模様はナショナル ジオグラフィックによってドキュメンタリー化され、いくつかのヨーロッパの国々で放送された。1976年には同地を訪れた観光客は約12,000人にも上り、1981年にはトラジャの彫刻が北アメリカ主要な美術館で展示されるまでになった。「神聖な王が治める地、タナ・トラジャ」(The land of the heavenly kings of Tana Toraja)というあおり文句が展示会のパンフレットに使われ、トラジャの存在は世界中が知るところとなった。
1984年、インドネシア観光省はタナ・トラジャを「南スラウェシのプリマドンナ」と喧騒し、「バリ島の次に見るべきところ」とのキャンペーンを展開した。トラジャ文化の中心地ランテパオ(Rantepao‐「天空の町」の意)には土産物屋が立ち並び、道路は観光専用とされ、新しいホテルや旅行者目当てのレストランが次々とオープンし、1981年には滑走路が建設された。こうして、1989年までに当地に来訪した観光客は通算で外国人150,000人、インドネシア国内からも80,000人に至るほどになった。単年の累計でも外国人40,000人に上った。
トラジャへの旅は見も知らぬ国‐秘境に隠された文化の香り高い地‐への冒険を謳い、旅行会社は盛んに売り出した。石器時代のような村と異教徒の葬儀が目の前に迫る、西欧からはバリ島と変わらない旅程でワイルドかつ手つかずの島を体験できる地として期待を煽った。しかし、今やトラジャは帽子を被りデニムのジーンズを履いたキリスト教徒の村となり、トンコナンや葬送の儀式にも商売臭さが感じられるようになってしまい、旅行者に不満や失望を感じさせるものに成り下がってしまった。そのようなことが、部外者たる観光開発局とトラジャ人との間で、時に衝突を生むことがあった。1985年、南スラウェシ州政府観光開発局筋がトラジャの村や埋葬地を伝統的な「観光資源」と称し、村を18の区画に分けトンコナンや埋葬地を変えることを禁止した。自らの伝統を部外者に左右される状況に嫌悪した何人かのトラジャのリーダーたちは反発し、1987年、ケテ・ケス（Kété Kesú）など「観光資源」呼ばわりされたいくつかの村は、観光客を締め出す策に打って出た。しかし、その頃には既に村は観光収入無しには成り立たなくなっており、彼らはものの数日で振り上げた拳を降ろさざるを得なかった。
一方、観光産業によってトラジャ社会も変化を見せている。一般人の男性が貴族の女性と結婚しても、貴族の階層を得ることができるのはその子供のみという慣例が本来のしきたりであった。しかし、それは時に低い階層から出たガイドの説明から来た場合もあるが、旅行者たちの印象がトラジャ伝統の厳密なヒエラルキーを侵食し、かつて程に階層が重視されなくなった。低い階層の男性が村を出て働き、充分な蓄財を背景に貴族の女性と婚姻した場合、子供だけでなく男性本人も貴族を称するようになった。このように、トラジャ族古来の文化伝統は変質の時期を迎えている。